# Zanim zapadnie noc
Zanim zapadnie noc (ang. Before Night Falls, hiszp. Antes que anochezca) – amerykański film biograficzny w reżyserii Juliana Schnabela z 2000 roku opowiadający o życiu Reinaldo Arenasa. Zdjęcia kręcono w Meksyku, w stanach Jukatan i Veracruz.

## Opis fabuły
Scenariusz filmu oparty został na autobiografii Reinalda Arenasa, kubańskiego poety i pisarza.
Arenas wychowywany przez samą matkę, dorastał w biedzie. Inteligentny chłopiec zachwycał się wszystkim, co go otacza i utrwalał to w swojej poezji. Młody Reinaldo przyłączył się do powstańców pod wodzą Fidela Castro, którzy dążyli do obalenia dyktatorskich rządów Fulgencia Batisty. Po zwycięstwie rewolucjonistów wstąpił do rządu. W późniejszym okresie rozpoczął naukę na uniwersytecie w Hawanie. Za udział w demonstracjach homoseksualnych został aresztowany. W więzieniu spędził dwa lata. Po wyjściu na wolność opuścił Kubę i zamieszkał na Manhattanie.

## Obsada
- Javier Bardem – Reinaldo Arenas
- Johnny Depp – Bon Bon / Porucznik Victor
- Olivier Martinez – Lazaro Gomez Carilles
- Andrea Di Stefano – Pepe Malas
- Sean Penn – Cuco Sanchez
- Michael Wincott – Herberto Zorilla Ochoa
- Héctor Babenco – Virgilio Pinera
- Najwa Nimri – Fina Correa
- Jerzy Skolimowski – Profesor

## Nagrody i wyróżnienia
- Oscary 2000
  - Javier Bardem – najlepszy aktor (nominacja)